# Чернозёмный
Чернозёмный — посёлок во Калачеевском районе Воронежской области России.
Входит в состав Пригородного сельского поселения

## География

### Улицы
- ул. Восточная,
- ул. Ленинская,
- ул. Мира,
- ул. Новосёлов,
- ул. Октябрьская,
- ул. Садовая,
- ул. Центральная,
- ул. Школьная,
- пер. Школьный.